# Sithor Kandal
Huyện Sithor Kandal (tiếng Khmer: ស្រុកស៊ីធរកណ្ដាល) là một huyện nằm ở tỉnh Prey Veng, đông nam Campuchia. Huyện này có dân số 61.796 người (năm 1998). Huyện được chia thành 11 xã:
- Ampil Krau
- Chrey Khmum
- Lve
- Pnov Ti Muoy
- Pnov Ti Pir
- Pou Ti
- Preaek Changkran
- Prey Daeum Thnoeng
- Prey Tueng
- Rumlech
- Ruessei Sanh.